# Litouwen op het Eurovisiesongfestival 2001
Litouwen nam deel aan het Eurovisiesongfestival 2001 in Kopenhagen, Denemarken. Het was de 3de deelname van het land op het Eurovisiesongfestival. De selectie verliep via een nationale finale. De LRT was verantwoordelijk voor de Litouwse bijdrage voor de editie van 2001.

## Selectieprocedure
De Litouwse omroep koos ervoor om hun kandidaat en lied deze keer via een nationale finale te selecteren.
De finale werd reeds gehouden op 9 maart 2001 in Vilnius en werd gepresenteerd door Neringa Svetikaite en Darius Uzkuraitis.
In totaal deden er 15 artiesten mee aan deze finale en de winnaar werd gekozen door jury (50%), televoting (25%) en het aanwezige publiek (25%).

## In Kopenhagen
Op het festival in Denemarken moest Litouwen optreden als 8ste, net na Zweden en voor Letland.
Op het einde van de puntentelling bleek dat ze 35 punten ontvingen en op de 13de plaats eindigden.
Dit was tot dan toe het beste resultaat van het land op het festival.
België nam niet deel in 2001 en Nederland had 5 punten over voor deze inzending.

### Gekregen punten

#### Finale
| 12 punten             | 10 punten                      | 8 punten | 7 punten                           | 6 punten                     |
| --------------------- | ------------------------------ | -------- | ---------------------------------- | ---------------------------- |
|                       | - Rusland                      |          |                                    |                              |
| 5 punten              | 4 punten                       | 3 punten | 2 punten                           | 1 punt                       |
| - Letland - Nederland | - Israël - Verenigd Koninkrijk |          | - Bosnië en Herzegovina - Slovenië | - Ierland - IJsland - Zweden |

### Punten gegeven door Litouwen

#### Finale
Punten gegeven in de finale:
| 12 punten | Estland             |
| 10 punten | Rusland             |
| 8 punten  | Letland             |
| 7 punten  | Frankrijk           |
| 6 punten  | Denemarken          |
| 5 punten  | Griekenland         |
| 4 punten  | Slovenië            |
| 3 punten  | Verenigd Koninkrijk |
| 2 punten  | Zweden              |
| 1 punt    | Malta               |